# Хліб (фільм, 1929)
«Хліб» (також відомий як «Тисяча дев'ятсот двадцятий рік») — український радянський німий художній фільм режисера Миколи Шпиковського, знятий 1929 року.
У СРСР був заборонений одразу по прем'єрі. У 2012 році Довженко-центр викупив копію плівки фільму у Госфільмофонді Росії, а 2013 року відбулася його репрем'єра.
Займає 25-у позицію у списку 100 найкращих фільмів в історії українського кіно.

## Сюжет

Обкладинка часопису «Кіно», 1930, № 2, що представляє фільм «Хліб»

Після заборони «Шкурника», попереднього фільму Шпиковського, режисер розробляє у «Хлібі» кон'юнктурну тему щойно проголошеної партією колективізації.
Червоноармієць Лука повертається до рідного села після громадянської війни і планує створити колективне господарство. Землю для цього господарства відбирають у селян («куркулів»), зерно на посів відбирають у містян. Основний конфлікт полягає у боротьбі з куркулями, додатковий — протистояння головного героя із власним батьком. Останній не вірить, що крадене зерно зійде на краденій землі. Та коли воно таки сходить, дід пристає на бік сина — він переконується: заради спільного блага можна порушувати писані й неписані закони.

## Актори та ролі
- Лука Ляшенко (червоноармієць)
- Софія Смирнова
- Федір Гамалій (куркуль)
- Дмитро Капка (дід)
- Зоя Корнєва (селянка)

Саундтрек до фільму створило білоруське інструментальне тріо «Port Mone», медитативна музика якого якнайліпше пасує до епічного «Хлібу».

## Відгуки кінокритиків
Попередня критика щодо фільму була схвальною — за півтора місяця до заборони, часопис «Кіно» писав: «„Хліб“ не потрясає, як „Арсенал“». Він тільки співає про те, про що співається та треба співати сьогодні. Він зміцнює та художньо асимілює здобутки піонерів. Він культивує, вирощує молоді паростки нашої кінематографії. У цьому його серйозна місія та велике, потрібне зараз, культурне досягнення".
Сучасні критики відзначають талановиту та ретельну операторську роботу Олексія Панкратьєва, реалістичну гру акторів та новаторський монтаж Шпиковського. Попри тривіальний сюжет, фільм вважають авангардним кіноепосом.

## Заборона
Завершену в жовтні 1929 року стрічку було відправлено на перегляд до Головреперткому, який заборонив картину протоколом від 7 березня 1930 року та, після перероблень, повторно у 1931 році із такою мотивацією:
Оскільки ж стрічка «Хліб» присвячена подіям перших пореволюційних років (1920 рік), і не охоплює пізніші події повної ліквідації куркульства, розгортання колективізації та індустріалізації, деякі кінокритики не вбачають у такому формулюванні справжніх причин заборони. Імовірною причиною вважають те, що фільм правдиво зображає жорстокі події колективізації.

## Паралелі з «Землею»
«Хліб» знімали, монтували і випустили до прокату практично одночасно із «Землею» Олександра Довженка. У них однаковий конфлікт, ті ж актори (Лука Ляшенко), а окремі сцени у стрічках збігаються за вмістом та композицією.
(Хоча коли героїв кіноепосів Довженка грав «монументальний» Семен Свашенко, головного героя «Хлібу» зіграв Лука Ляшенко, який у Довженковій «Землі» втілював образ молодого куркуля.)
Урешті, обидві стрічки було заборонено.
Пізніше, у 1950-ті роки «Землю» таки «реабілітували», значною мірою завдяки її великому успіхові в Європі. Натомість «Хліб» пролежав понад 80 років у сховищах російського Держфільмофонду.

## Відновлення та репрем'єра
2012 року фільм було реставровано Національним центром Олександра Довженка.
2013 року на Фестивалі німого кіно та сучасної музики «Німі ночі» відбулася репрем'єра фільму в написаному на замовлення Фестивалю «Німі ночі» музичному супроводі білоруського інструментального тріо Port Mone. Того ж року 13 вересня стрічку в супроводі Port Mone було вперше представлено у Києві на відкритті фестивалю ГогольFest.
Держкіно назвало стрічку «найбільшим архівним кіновідкриттям 2000-х років».